# 花腹金蝉蛛
花腹金蝉蛛（学名：Phintella bifurcilinea）为跳蛛科金蝉蛛属的动物。

## 分佈
分布于日本、越南以及中国大陆的浙江、湖南、广东、福建、四川、云南等地，多见于农田。该物种的模式产地在日本。

## 外部連結
- 維基物種上的相關：花腹金蝉蛛